# Pierre Tacca
Pour les articles homonymes, voir Tacca (homonymie).
Pierre Joseph Tacca, né Giuseppe Tacca le 12 août 1917 à Cavaglio d'Agogna (Italie) et mort le 18 octobre 1984 à Villepinte (France), est un coureur cycliste d'origine italienne, naturalisé français le 2 juillet 1948.
Il est professionnel de 1939 à 1952.
Il prend part à quatre Tours de France, les deux premières participations sous les couleurs de l'Italie, et les deux dernières sous les couleurs de la France.

## Palmarès
- 1937
  - 3e de Paris-Conches
- 1938
  - Paris-Dieppe
  - Paris-Chamarande
- 1944
  - 2e de Paris-Camembert
- 1945
  - Circuit des vins de Bourgogne
  - Tour du Sud-Ouest
  - Grand Prix du Débarquement Sud
  - Grand Prix de Libourne :
    - Classement général
    - Une étape

  - Tour du Maine-et-Loire :
    - Classement général
    - Une étape

  - 2e du Critérium du Routier Complet
  - 3e des Boucles de la Seine
  - 3e du Circuit du Midi
- 1946
  - Tour de Corrèze
  - Circuit du Maine-Libre
  - 2e du Grand Prix du Courrier picard
- 1947
  - Trophée international du Sud-Ouest
  - 16e étape du Tour de France
  - 2e du Circuit du Ventoux
  - 6e de Liège-Bastogne-Liège
  - 6e de Paris-Tours
- 1948
  - Paris-Nantes
  - Circuit du mont Ventoux
- 1949
  - 4e étape du Tour du Maroc
- 1950
  - Circuit du Morbihan

## Résultats sur les grands tours

### Tour de France
4 participations
- 1947 : 14e, vainqueur de la 16e étape, 2e du Grand Prix de la Montagne
- 1948 : abandon (14e étape)
- 1949 : 20e
- 1950 : abandon (9e étape)